# Saint-Julien-lès-Metz
Saint-Julien-lès-Metz (Duits: Sankt Julian bei Metz is een gemeente in het Franse departement Moselle in de regio Grand Est. Saint-Julien-lès-Metz telde op 1 januari 2022 3.562 inwoners.

## Geschiedenis
De gemeente maakte deel uit van het kanton Montigny-lès-Metz in het arrondissement Metz-Campagne tot op 22 maart 2015 beide werden opgeheven. Saint-Julien-lès-Metz werd opgenomen in het nieuwgevormde kanton Le Pays Messin, dat onderdeel werd van het arrondissement Metz.

## Geografie
De oppervlakte van Saint-Julien-lès-Metz bedroeg op 1 januari 2022 4,55 vierkante kilometer; de bevolkingsdichtheid was toen 782,9 inwoners per km².

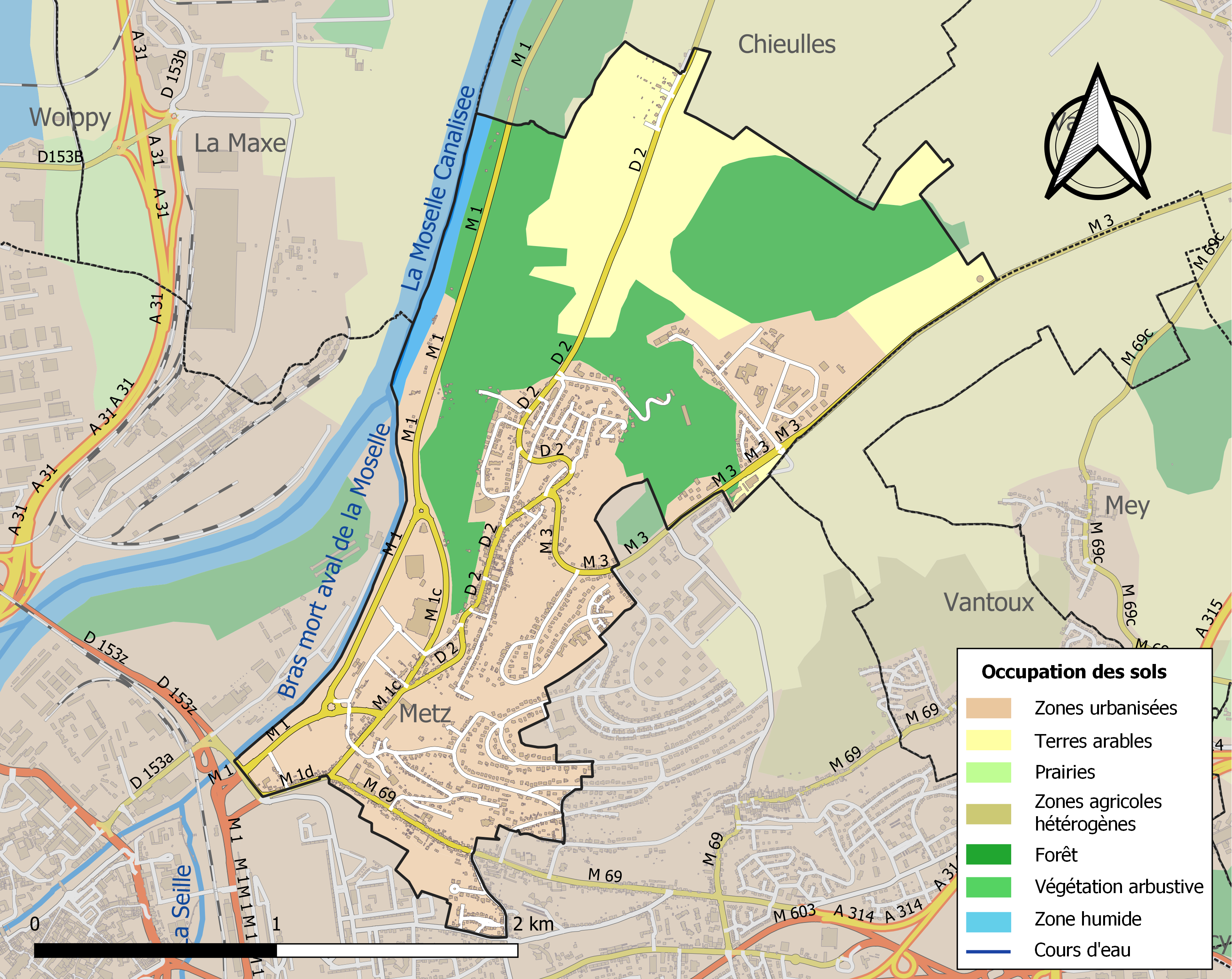
Kaart van de gemeente met de belangrijkste infrastructuur, bodemgebruik en omliggende gemeenten

## Demografie
Onderstaande figuur toont het verloop van het inwonertal (bron: INSEE-tellingen).